# 名崎工業団地
名崎工業団地（なさきこうぎょうだんち）は、茨城県古河市の名崎にある内陸型工業団地。古河名崎工業団地とも呼ばれる。

## 概要
関東平野あるいは、古河市の東部に位置する平地の内陸型工業団地。日野自動車古河工場が立地する。広さは約82.5ha。南北を縦断する新4号国道バイパスに近い。筑西幹線道路に隣接する。

## 沿革
- 2009年（平成21年）3月4日 - 名崎無線送信所が送信停止
- 2010年（平成22年）2月22日 - 日野自動車が茨城県開発公社より名崎無線送信所跡地（古河名崎工業団地）を約59億円で取得
- 2011年（平成23年）11月17日 - 日野自動車により古河工場建設・起工式。2012年から段階的に稼働開始
- 2022年（令和4年）1月6日 - トランテックスが古河工場を開設

## 主な企業
古河市工業会の会員企業名簿などから。
- 日野自動車古河工場
- 岡本物流古河事業所
- 武部鉄工所
- トランテックス

## 交通

### 鉄道
- 最寄駅はJR東日本の東北本線（宇都宮線・上野東京ライン・湘南新宿ライン）古河駅。当駅東口から十間通りを東へ・茨城県道126号尾崎境線あるいは筑西幹線道路を経由しておよそ14km。なお、関東鉄道の下妻駅からも西に約14km。

### 路線バス
- 古河駅東口から「ぐるりん号」道の駅・三和庁舎コース乗車。「名崎工業団地」などで下車。詳細は古河市ホームページ「古河市循環バス「ぐるりん号」のご案内」参照

### 道路
- 新4号国道・柳橋（北）交差点から筑西幹線道路を東へおよそ6km直進
- 首都圏中央連絡自動車道境古河インターチェンジから約10km[1]